# Armando Bellolio
Armando Bellolio (Tortona, 6 giugno 1897 – Tortona, 10 dicembre 1969) è stato un calciatore e allenatore di calcio italiano, di ruolo attaccante.

## Carriera

### Giocatore
Esordisce in massima serie con l'Enotria Goliardo per poi passare al Milan, con la cui maglia esordisce il 24 ottobre 1920 e nella stagione 1920-1921 mette a segno 12 gol in 20 presenze nel campionato di Prima Categoria, la massima serie dell'epoca. Successivamente ha giocato dal 1921 al 1926 con la maglia nel Derthona, squadra della sua città natale, nei campionati di Prima e Seconda Divisione (rispettivamente prima e seconda serie dell'epoca, fino al declassamento della Prima Divisione a campionato di seconda serie), disputando complessivamente 43 gare con 10 reti nei campionati di Prima Divisione 1922-1923 e 1924-1925.

### Allenatore
Nella parte finale della stagione 1937-1938 ha allenato il Derthona nel campionato di Serie C;abbandonato il calcio, divenne anche un industriale.

## Palmarès

### Club

#### Competizioni nazionali
- Seconda Divisione: 1

Derthona: 1923-1924